# اكتشاف (رصد)

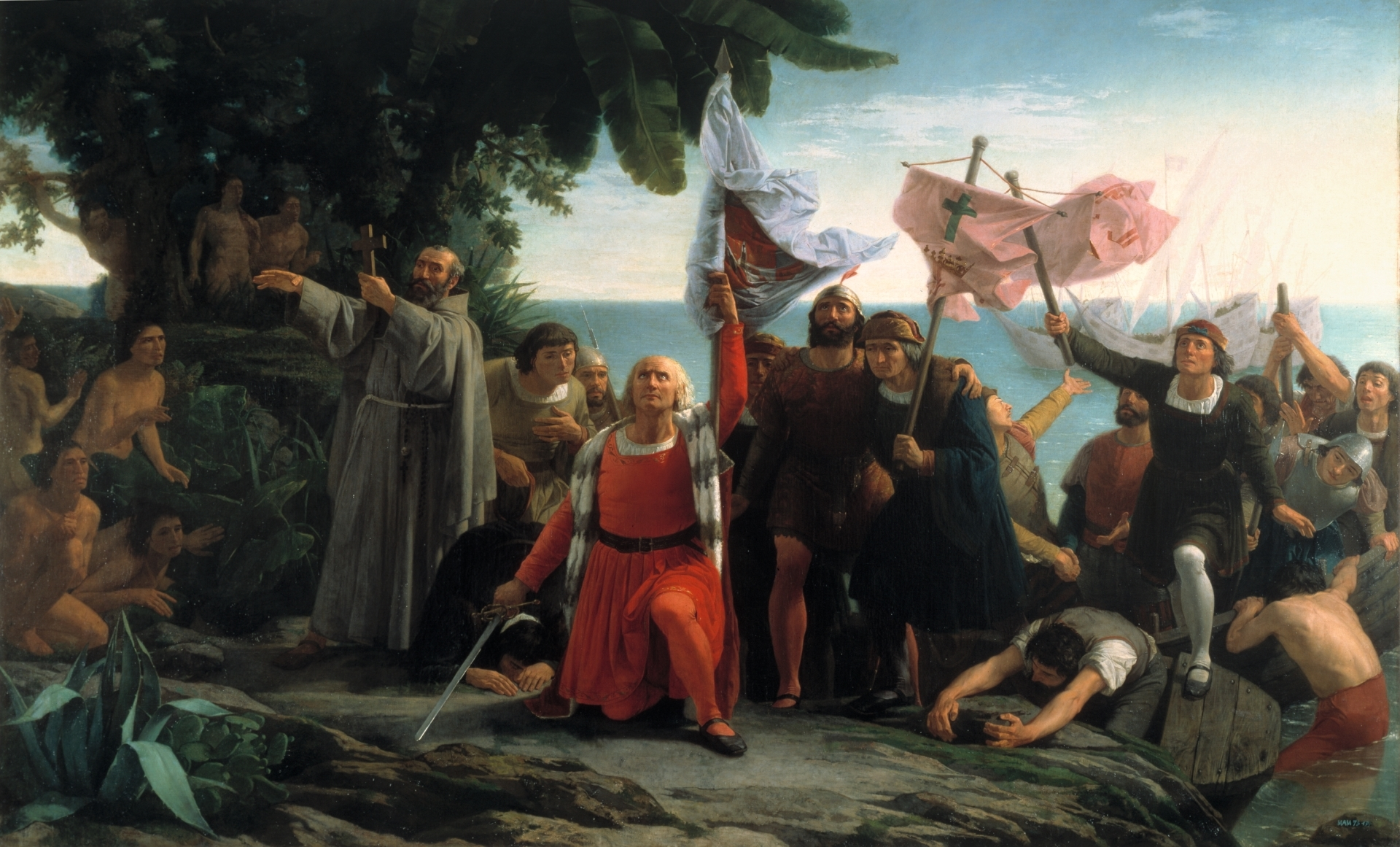

الاكتشاف (بالإنجليزية: discovery)‏ هو عملية الكشف عن شيء جديد، أو كشف عن شيء «قديم» كان مجهولا. في مجالات التخصصات العلمية والأكاديمية، الاكتشاف هو رصد ظواهر وإجراءات أو أحداث جديدة، وتوفر منطق وتفسير جديد يشرح معرفة تجمعت من خلال دمج ملاحظات مع معارف مكتسبة سابقا مع خلاصة الفكر والتجارب اليومية. غالبا ما تسمى الاكتشافات البصرية «مشاهد».

## الشرح
يتم الحصول على اكتشافات جديدة من خلال الحواس المختلفة ويتم استيعابهم عادة، مع دمج المعرفة والإجراءات المعروفة من قبل. الاستجواب أو التساؤل هو شكل رئيسي من أشكال الفكر الإنساني والاتصال بين الأشخاص، ويلعب دورا رئيسيا في الاكتشاف. وغالبا ما تكون الاكتشافات نتيجة طرح الأسئلة. بعض الاكتشافات تؤدي إلى اختراع أشياء أوعمليات أو تقنيات جديدة. قد تعتمد بعض الاكتشافات على معلومات مكتشفة سابقا أو على أفكار مكتشفة وتقوم عملية الاكتشاف على تعديلها لمفهوم جديد أو أسلوب أو تحويلها. ومع ذلك، بعض الاكتشافات تمثل أيضا انفراجة جذرية في المعرفة.
في تاريخ اتصالات اللاسلكي، تم استخدام المصطلح «جهاز الكشف» للمرة الأولى للإشارة إلى جهاز يمكنه اكتشاف تواجد أو غياب إشارة اللاسلكي؛ حيث أن كل الاتصالات كانت تتم من خلال شفرة مورس. وما زال المصطلح قيد الاستخدام اليوم للإشارة إلى مكون يقوم باستخراج إشارة محددة من كل الموجات الكهرومغناطيسية الموجودة. وغالبًا ما يعتمد الاكتشاف على تردد الموجة الحاملة كما هو الحال في الترددات الشائعة لإذاعة الراديو، إلا أنه يمكن أن يشتمل كذلك على ترشيح الإشارة الضعيفة من الضوضاء، كما هو الحال في علم الفلك الراديوي أو إعادة إنشاء إشارة مخفية، كما هو الحال في التعمية بالإخفاء.
في الكهرضوئيات، يعني «الاكتشاف» تحويل مدخلات بصرية تم تلقيها إلى مخرجات كهربية. على سبيل المثال، يتم تحويل إشارة الضوء من خلال الألياف البصرية إلى إشارة كهربية في جهاز الكشف مثل الصمام الثنائي الضوئي.
في التعمية بالإخفاء، يشار إلى محاولات اكتشاف الإشارات المخفية في المواد الحاملة المشتبه بها باسم علم اكتشاف البيانات. وعلم اكتشاف البيانات يختلف بشكل كبير عن معظم أنواع الاكتشاف الأخرى، حيث أنه في الغالب لا يمكنه تحديد إلا احتمال تواجد رسالة مخفية، ويتعارض ذلك مع اكتشاف الإشارات التي تكون مشفرة بشكل بسيط، حيث يمكن تعريف النص المشفر في الغالب بشكل يقيني، حتى في حالة عدم القدرة على تشفيره.
في الجانب العسكري، يشير الاكتشاف إلى النظام الخاص بالاستطلاع الذي يهدف إلى التعرف على تواجد كائن في موقع أو في أجواء.
وفي النهاية، يعد فن الاكتشاف، والمعروف كذلك باسم تتبع الأدلة، عملاً محققًا  في محاولة لإعادة إنشاء تسلسل أحداث من خلال تعريف المعلومات ذات الصلة في موقف معين.